# Аргучинцев, Валерий Куприянович
Валерий Куприянович Аргучинцев (30 января 1942 — 2 июля 2016) — российский учёный-метеоролог.

## Биография
Родился в семье иркутских ученых.
В 1964 году окончил физико-математический факультет Иркутского университета. В 1965—1980 годах ассистент, старший преподаватель, доцент кафедры метеорологии.
С 1980 года работал в Лимнологическом институте: старший научный сотрудник, зав. лабораторией метеорологии и климатологии.
С 2002 года заведующий кафедрой метеорологии и охраны атмосферы ИГУ.
В Лимнологическом институте внедрил методы математического моделирования мезометеорологических процессов в пограничном слое атмосферы.
Благодаря его исследованиям были построены нелинейные нестационарные пространственные мезометеорологическая модель и модель распространения и трансформации примесей, с помощью которых проводится экологический мониторинг Байкальского региона.
Доктор технических наук, профессор.

## Награды и звания
Награждён нагрудным знаком «Почётный работник высшего профессионального образования Российской Федерации» (2003).

## Сочинения
- Моделирование мезомасштабных гидротермодинамических процессов и переноса антропогенных примесей в атмосфере и гидросфере региона оз. Байкал. Валерий Куприянович Аргучинцев, Алла Вячеславовна Аргучинцева. Изд-во Иркут. гос. ун-та, 2007 — Всего страниц: 255
- Моделирование переноса вещества и энергии в природныкх системакх. Валерий Куприянович Аргучинцев, Galina Petrovna Panova. Изд-во «Наука» Сибирское отд-ние, 1984 — Всего страниц: 192
- Динамическая метеорология [Текст] / Валерий Куприянович Аргучинцев. — [Б. м. : б. и.], 2009. — 179 с. — ISBN 978-5-9624-0385-4 :